# Скибівська сільська рада
Скибівська сільська рада — колишній орган місцевого самоврядування у Чутівському районі Полтавської області з центром у c. Скибівка.
Населення — 768 осіб.

## Населені пункти
Сільраді були підпорядковані населені пункти:
- c. Скибівка
- с. Рябківка
- с. Трудолюбівка